# كارل مالكوم
كارل مالكوم (بالإنجليزية: Carl Malcolm)‏ هو مغني وكاتب أغاني جامايكي، ولد في 1 يوليو 1952.